# Danuta Ciechańska
Danuta Ciechańska (ur. 3 stycznia 1965) – polska biotechnolożka, doktor habilitowana nauk technicznych.

## Życiorys
W 1990 uzyskała tytuł magistra inżyniera chemika na Wydziale Chemii Spożywczej Politechniki Łódzkiej, specjalność chemia i technologia spożywcza, broniąc pracę dyplomową Optymalizacja syntezy estrów w środowisku rozpuszczalników organicznych. Zastosowanie chromatografii cieczowej do oczyszczania lipazy Mucor javanicus T45. W 1996 tamże doktoryzowała się w zakresie technologii chemicznej na podstawie napisanej pod kierunkiem Edwarda Galasa dysertacji Badania procesu biotransformacji celulozy. Także na PŁ habilitowała się w 2013 w dziedzinie nauk technicznych, dyscyplina włókiennictwo.
W czerwcu 1990 rozpoczęła pracę w ówczesnym Instytucie Włókien Chemicznych w Łodzi, najpierw jako stażystka, a po ukończeniu studiów – asystentka. W 1996 awansowana na adiunktkę. W latach 2005–2017 dyrektorka Instytutu Biopolimerów i Włókien Chemicznych (przez pierwszych sześć miesięcy p.o.). Od 2018 główna specjalistka w Zespole Biotechnologii Przemysłowej w Sieci Badawczej Łukasiewicz – Instytut Technologii Eksploatacji w Radomiu. Jej zainteresowania początkowo obejmowały zagadnienia związane z zastosowaniem procesów biotechnologicznych do biotransformacji celulozy, syntezą polimerów naturalnych (celulozy, chitozanu, alginianu) i odpowiedników polimerów syntetycznych (polihydroksymaślan) oraz bioutylizacją odpadowych mieszanek włókienniczych syntetyczno-naturalnych, a także przetwarzaniem odpadów pochodzenia morskiego do produkcji poliaminosacharydów, białek i barwników. Skupiała się na doskonaleniu tych procesów pod kątem technologicznym i aplikacyjnym. W późniejszym okresie zajmowała się także: biosyntezą modyfikowanej celulozy bakteryjnej, enzymatyczną modyfikacją biopolimerów (celuloza, chitozan, itd.), biokatalizą i bioobróbką włókien z biopolimerów, biodegradacją materiałów polimerowych i wyrobów włókienniczych.
Członkini Rady Głównej Nauki i Szkolnictwa Wyższego, Rady Głównej Instytutów Badawczych (przewodnicząca komisji rewizyjnej), Polskiego Towarzystwa Chitynowego (wiceprezeska), Rady Polskiej Izby Gospodarczej Zaawansowanych Technologii.
W 2012 „za zasługi w działalności na rzecz rozwoju biotechnologii przemysłowej” została odznaczona Złotym Krzyżem Zasługi.